# 시시 저수지 (푸젠성)
시시 저수지(溪西水库)는 중국 푸젠성 닝더시 샤푸현 충루 서족향에 있는 저수지로 뤄한강 유역에 위치하며 1974년에 건설되었다. 이 저수지의 정상적인 저장 용량은 3400만 입방미터, 빗물 수집 면적은 53평방 킬로미터, 고도는 440.6미터이다.